# Hrvatska raste

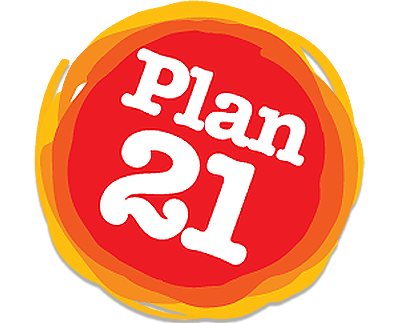
Logo 2011

Hrvatska raste, bis 2015 Kukuriku-Koalition (kroatisch Kukuriku koalicija), zunächst als Bündnis für Veränderung (kroat. Savez za promjene) bezeichnet, zu deutsch Kroatien wächst, nennt sich ein Bündnis kroatischer politischer Parteien, die bei der Parlamentswahl am 4. Dezember 2011 mit dem Ziel antraten, gemeinsam eine Koalitionsregierung zu bilden. Dies gelang ihnen auch; sie wählten Zoran Milanović am 23. Dezember 2011 zu Kroatiens Premierminister. Bei der Parlamentswahl 2015 verlor die Koalition ihre Mehrheit.
Das 2010 gegründete Bündnis Hrvatska raste besteht aus den vier Parteien SDP, HNS, IDS und HSU.
Die Bezeichnung Kukuriku ging dem Bündnis zufolge zurück auf ein Treffen in dem gleichnamigen Restaurant in Kastav nahe Rijeka, in dessen Räumen 2009 die Gründung der Koalition erstmals angekündigt wurde. Das Bündnis trat dann unter dieser Bezeichnung 2011 bei den Parlamentswahlen in Kroatien an. 
Das Bündnis-Programm, das am 15. September 2011 unter der Bezeichnung Plan21 vorgestellt wurde, enthält 21 Unterkapitel.
Die Kukuriku-Koalition trug zunächst die Bezeichnung Bündnis für Veränderung. Da sich später eine Partei namens Bündnis für Veränderungen gründete, bestand die Gefahr der Verwechslung. Inzwischen wurde das Bündnis in Hrvatska raste umbenannt.

## Mitgliedsparteien

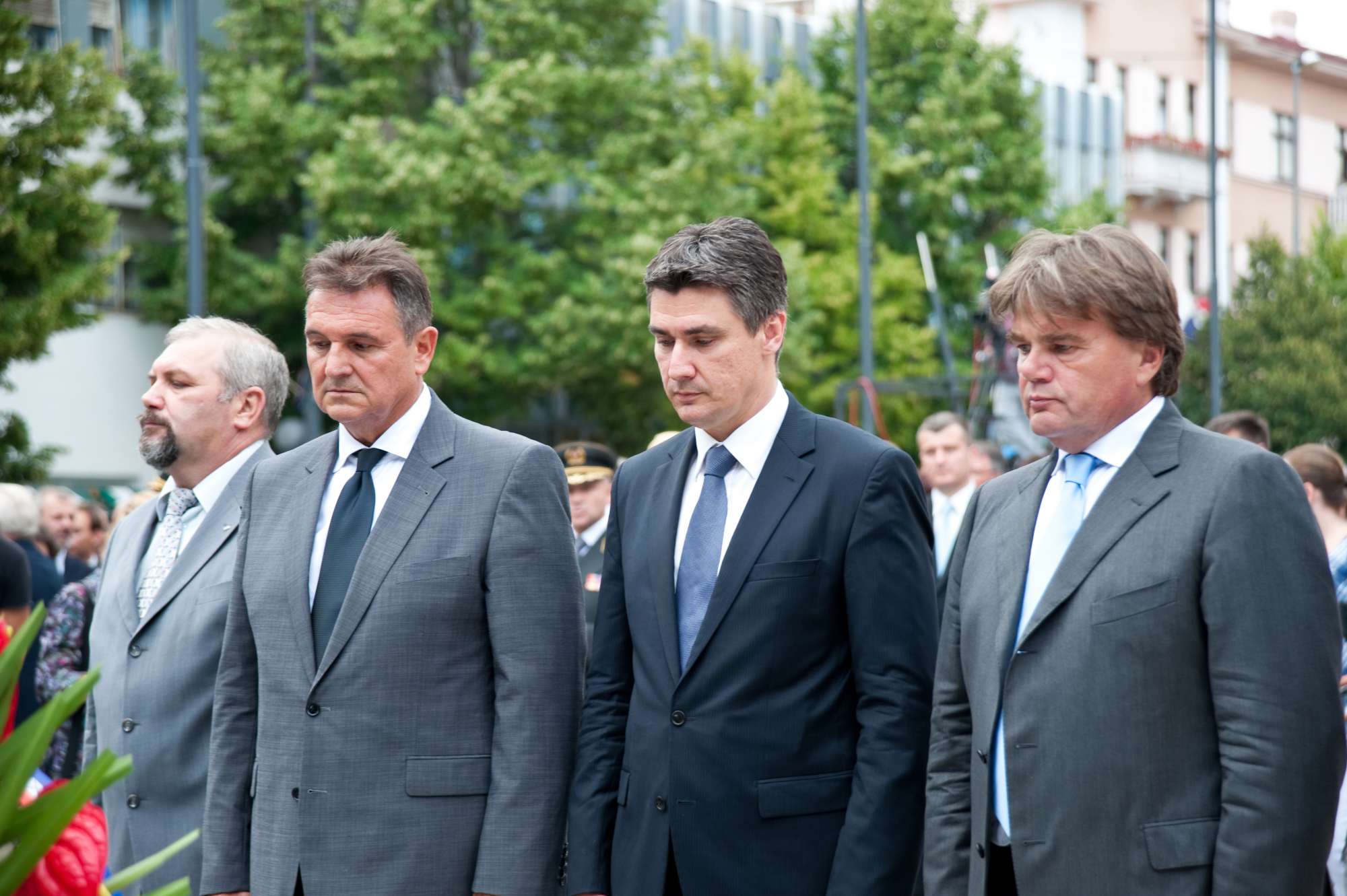
Die Parteivorsitzenden der Kukuriku-Koalition: Silvano Hrelja (HSU), Radimir Čačić (HNS), Zoran Milanović (SDP), Ivan Jakovčić (IDS)

Das Bündnis besteht aus den folgenden vier Parteien mit einer linken bzw. Mitte-links-Ausrichtung:
- Socijaldemokratska Partija Hrvatske (SDP)
(dt. Sozialdemokratische Partei Kroatiens), 60 von 151 Parlamentssitzen; Präsident Zoran Milanović
- Hrvatska Narodna Stranka - Liberalni demokrati (HNS)
(dt. Kroatische Volkspartei - Liberale Demokraten), 14 Parlamentssitze; Präsident Radimir Čačić
- Istrische Demokratische Versammlung (IDS/DDI)
(kroat. Istarski demokratski sabor, ital. Dieta democratica istriana), 2 Parlamentssitze; Präsident Ivan Jakovčić
- Kroatische Rentnerpartei (HSU)
(kroat. Hrvatska stranka umirovljenika), 4 Parlamentssitze; Präsident Silvano Hrelja

SDP
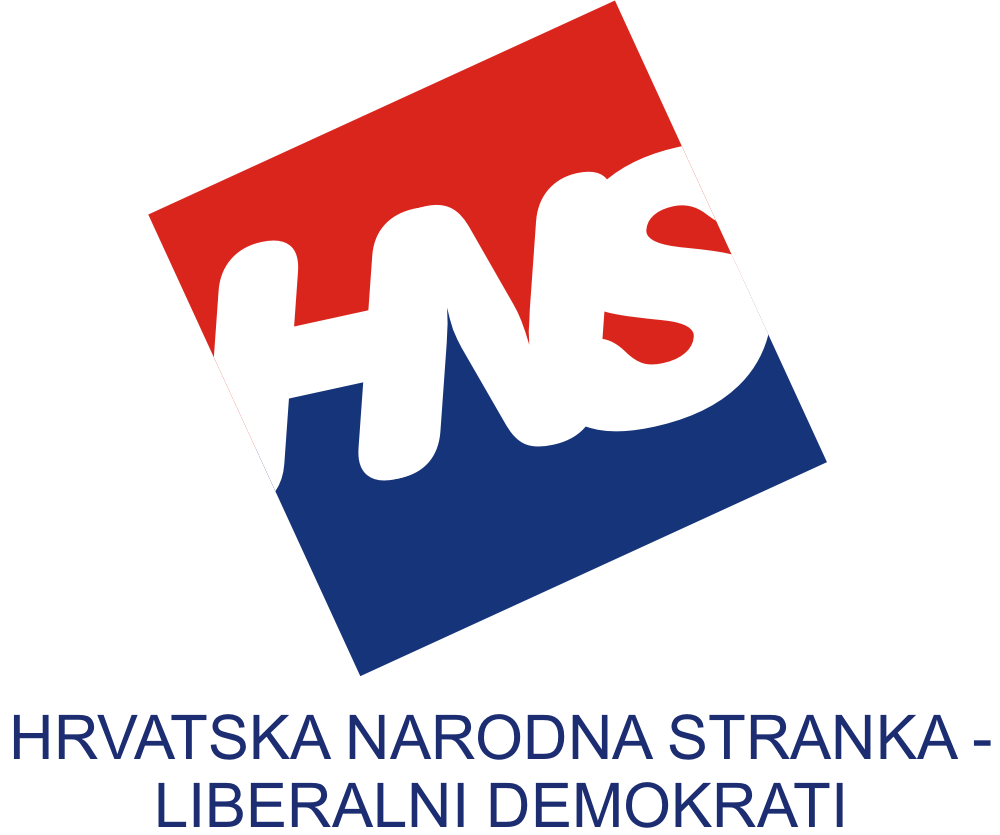
HNS
HSU